# Венгль (кантон)
Венгль (фр. Wingles) — кантон во Франции, находится в регионе О-де-Франс, департамент Па-де-Кале. Входит в состав округа Ланс.

## История
До 2015 года в состав кантона входили коммуны:
- Бенифонтен
- Ванден-ле-Вьей
- Венгль
- Мёршен
- Юллюш

В результате реформы 2015 года состав кантона был изменен — в него вошли отдельные коммуны кантона Арн и упраздненных кантонов Ланс-Нор-Уэст и Льевен-Нор.

## Состав кантона с 22 марта 2015 года
В состав кантона входят коммуны (население по данным Национального института статистики за 2018 г.):
- Бенифонтен (355 чел.)
- Ванден-ле-Вьей (8 543 чел.)
- Венгль (8 754 чел.)
- Грене (6 851 чел.)
- Лос-ан-Гоэль (6 855 чел.)
- Мёршен (3 767 чел.)
- Понт-а-Ванден (3 167 чел.)
- Эстевель (2 039 чел.)
- Юллюш (3 429 чел.)

## Политика
На президентских выборах 2022 г. жители кантона отдали в 1-м туре Марин Ле Пен 47,5 % голосов против 18,5 % у Эмманюэля Макрона и 15,9 % у Жана-Люка Меланшона; во 2-м туре в кантоне победила Ле Пен, получившая 67,6 % голосов. (2017 год. 1 тур: Марин Ле Пен – 44,8 %, Жан-Люк Меланшон – 20,3 %, Эмманюэль Макрон – 14,5 %, Франсуа Фийон – 7,5 %; 2 тур: Ле Пен – 64,0 %. 2012 год. 1 тур: Марин Ле Пен — 32,6 %, Франсуа Олланд — 30,0 %, Николя Саркози — 14,5 %; 2 тур: Олланд — 62,6 %).
С 2021 года кантон в Совете департамента Па-де-Кале представляют мэр коммуны Юллюш Андре Кючински (André Kuchcinski) (Социалистическая партия) и вице-мэр коммуны Грене Лоранс Лушар (Laurence Louchaert) (Коммунистическая партия). 
|                | Кандидаты                   | Партия                   | Первый тур | Первый тур     | Второй тур | Второй тур |
| Кол-во голосов | Кандидаты                   | Партия                   | % голосов  | Кол-во голосов | % голосов  |            |
| -------------- | --------------------------- | ------------------------ | ---------- | -------------- | ---------- | ---------- |
|                | Андре Кючински Лоранс Лушар | Левый блок               | 5 642      | 60,99          | 5 677      | 61,37      |
|                | Дези Дюво Антуан Ибба       | Национальное объединение | 3 609      | 39,01          | 3 574      | 38,63      |

|                | Кандидаты                      | Партия                      | Первый тур | Первый тур     | Второй тур | Второй тур |
| Кол-во голосов | Кандидаты                      | Партия                      | % голосов  | Кол-во голосов | % голосов  |            |
| -------------- | ------------------------------ | --------------------------- | ---------- | -------------- | ---------- | ---------- |
|                | Дези Дюво Антуан Ибба          | Национальный фронт          | 6 603      | 45,09          | 7 516      | 52,21      |
|                | Дидье Йель Мануэла Кавако      | Социалистическая партия     | 3 633      | 24,81          | 6 881      | 47,79      |
|                | Сильви Дюпюи Кристиан Шампир   | Левый фронт                 | 1 832      | 12,51          |            |            |
|                | Стефан Бонт Мириам Вонтергем   | Правый блок                 | 1 429      | 9,76           |            |            |
|                | Грегори Обер Кристин Стьевенар | Европа Экология — «Зелёные» | 1 148      | 7,84           |            |            |

|  | Кандидат      | Партия                  | % голосов |
|  | ------------- | ----------------------- | --------- |
|  | Дидье Йель    | Социалистическая партия | 64,84     |
|  | Патрик Байюль | Национальный фронт      | 19,94     |
|  | Эмили Соссе   | Коммунистическая партия | 15,23     |